# Distrikt Mersch

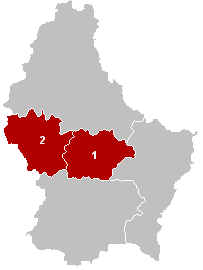
Lage des Distrikts Mersch in Luxemburg mit den Kantonen Mersch (1) und Redingen (2)

Der Distrikt Mersch war ein luxemburgischer Distrikt, der vom 30. Mai 1857 bis zum 4. Mai 1867 bestand und den südlichen Ösling umfasste. Damit ist er der einzige Distrikt in der Geschichte des Herzogtums Luxemburg, der später als die anderen drei entstand und auch nicht bis 2015 Bestand hatte, als die Distrikte abgeschafft wurden.
Der Distrikt Mersch bestand aus dem Kanton Mersch, der aus dem Distrikt Luxemburg herausgelöst wurde, und dem Kanton Redingen, der zuvor im Distrikt Diekirch lag. Sein Sitz war in Mersch. Nach seiner Auflösung wurden die Kantone wieder ihren ursprünglichen Distrikten zugeordnet.
Folgende 23 Gemeinden lagen im Distrikt:
1. Kanton Mersch
- Bissen
- Böwingen/Attert (seit 2018 Ortsteil von Helperknapp)
- Berg
- Fischbach
- Heffingen
- Fels
- Lintgen
- Lorentzweiler
- Mersch
- Nommern
- Tüntingen (seit 2018 Ortsteil von Helperknapp)

2. Kanton Redingen
- Arsdorf (seit 1979 Ortsteil von Rambruch)
- Beckerich
- Bettborn
- Bondorf (seit 1979 Ortsteil von Rambruch)
- Ell
- Folscheid (seit 1979 Ortsteil von Rambruch)
- Grosbous
- Perl (seit 1979 Ortsteil von Rambruch)
- Redingen
- Saeul
- Useldingen
- Vichten